# NE5532

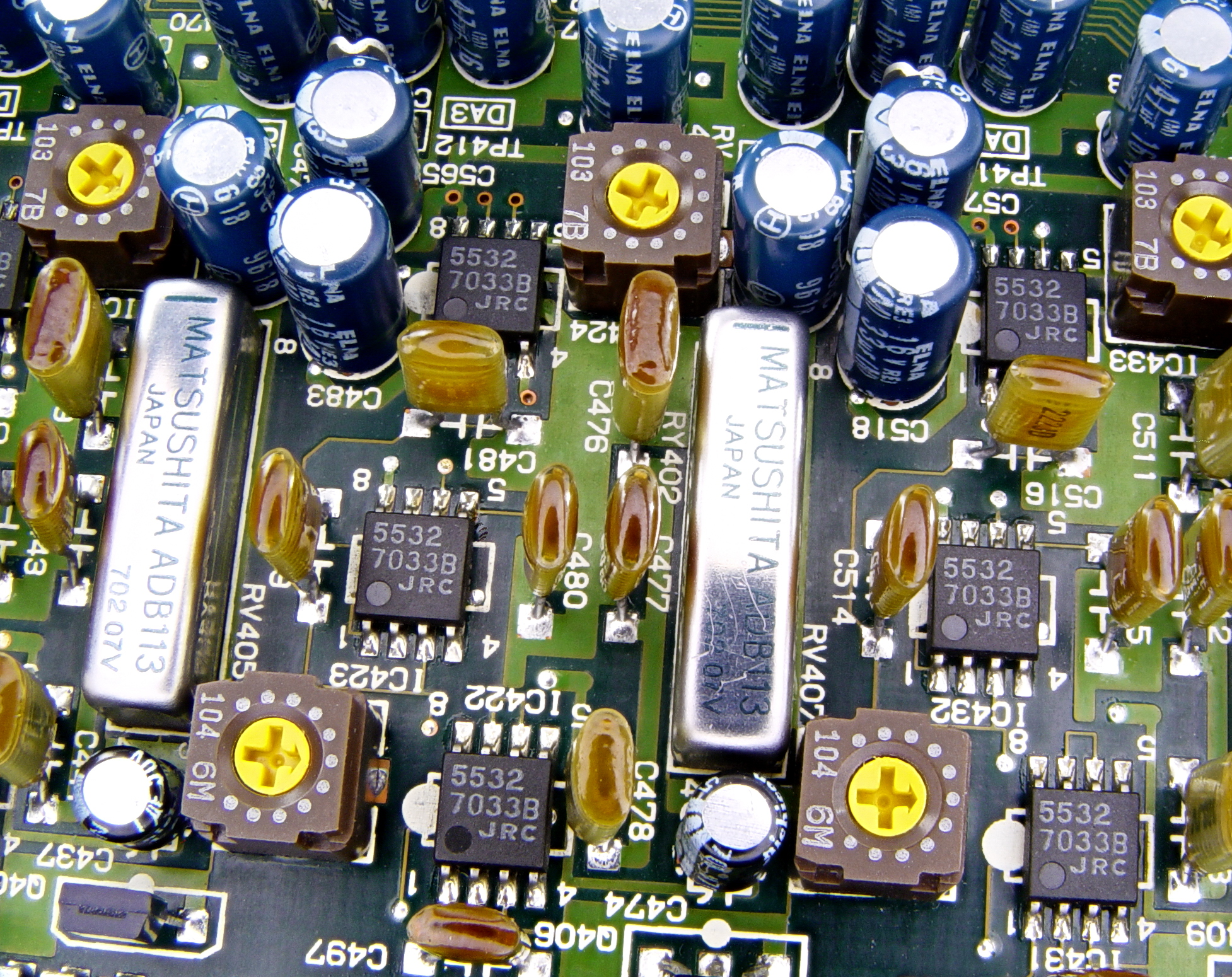
Amplificatoare operationale de tip NJM5532 pe o placă de circuit imprimat

Circuitul integrat NE5532, vândut și ca SA5532, SE5532 și NG5532 (denumit în mod obișnuit doar 5532 op amp) este un amplificator operațional dual monolitic, bipolar, compensat intern (op amplificator) pentru aplicații audio introdus de Signetics în 1979. 5532 și TL072 în mod contemporan au fost primele amplificatoare operaționale care au depășit circuitele discrete de clasă A în aplicații audio profesionale. Datorită zgomotului redus și a distorsiunii foarte reduse, modelul 5532 a devenit standardul industrial pentru sunetul profesional.Potrivit lui Douglas Self, „probabil că nu există muzică pe planetă care să nu fi trecut printr-o sută sau mai multe 5532 în drumul său către consumator”. Performanța modelului 5532 a rămas cea mai bună din clasă timp de aproape treizeci de ani, până la introducerea modelului LM4562 în 2007. Începând cu 2021, modelul 5532 rămâne în producția de masă ca produs generic. Spre deosebire de multe alte amplificatoare de operare low-cost, 5532 există doar într-o formă duală, disponibilă în pachete PDIP, SO și SOIC cu 8 pini. Singurul model 5534, precum și dualul 5533 întrerupt, nu sunt complet compensate și, prin urmare, sunt instabile la câștigul de unitate; 5534 are o densitate a zgomotului mai mică decât 5532, dar este similară.